# یوسف بن عبدالرحمان فخرو
یوسف بن عبدالرحمان فخرو (به عربی: يوسف بن عبدالرحمن فخرو)، از قبیله بنی تمیم (زاده ۱۸۷۱ - درگذشته ۱۹۵۲) کارآفرین و بازرگان بحرینی بود، که در سال ۱۸۸۸ میلادی گروه فخرو را تأسیس نمود. این گروه امروزه یکی از بزرگترین شرکت‌های خوشه‌ای (چند صنعتی) بحرین بشمار می‌آید.